# Volo Aeroflot 964
Il volo Aeroflot 964 era un volo passeggeri di linea dall'aeroporto internazionale di Kutaisi, RSS Georgiana, all'aeroporto di Mosca-Domodedovo, RSFS Russa. Il 13 ottobre 1973, un Tupolev Tu-104 operante sulla rotta si schiantò durante l'avvicinamento a Mosca, provocando la morte di tutti i 122 passeggeri e membri dell'equipaggio a bordo. È il peggior incidente che coinvolge un Tupolev Tu-104.

## L'aereo
Il velivolo coinvolto era un Tupolev Tu-104, marche CCCP-42486, numero di serie 021504. Volò per la prima volta nel 1960 e venne consegnato ad Aeroflot nello stesso anno. Era spinto da 2 motori turboventola Mikulin AM-3M-500. Al momento dell'incidente, l'aereo aveva accumulato 16 250 ore di volo in 9 776 cicli di decollo-atterraggio.

## L'equipaggio
Nella cabina di pilotaggio vi erano:
- Georgij Iraklievič Kurtsidze, il comandante;
- Karmen Semënovič Ratiani, il copilota;
- Boris Grigorievič Yegoyan, l'ufficiale di navigazione;
- Devi Aleksandrovič Zakariadze, l'ingegnere di volo;
- Gurami Georgievič Lominadze, l'operatore radio.

Gli assistenti di volo R. K. Nubarova e D. I. Rusova lavoravano nella cabina, insieme a un ufficiale del Ministero degli affari interni che controllava il volo.

## L'incidente
Il volo partì all'aeroporto di Kutaisi alle 18:10 con 114 passeggeri a bordo. Otto passeggeri salirono illegalmente. Alle 19:52, il Tu-104 contattò il controllo del traffico aereo di Mosca. Alle 20:12:55, il controllore diede al volo 964 il permesso di scendere a un'altitudine di 400 metri. 26 secondi dopo, l'aeromobile era a 11 chilometri da Domodedovo ad un'altitudine di 900 metri. Alle 20:13:28, l'equipaggio riferì di trovarsi su una rotta di 317° (di fronte alla pista) e alle 20:15:55 i piloti informarono il controllore che stavano avendo problemi con la bussola. Alle 20:16:25, con il carrello di atterraggio abbassato, a una velocità di 380-400 km/h a 19 chilometri dalla pista, l'aereo iniziò a compiere una terza virata a destra per l'avvicinamento. Dal volo non si udirono più trasmissioni radio.

## Le indagini
L'inchiesta concluse che dopo la prima virata a destra eseguita dall'aeromobile (che superò i 40°), diversi strumenti di navigazione, tra cui la bussola e l'orizzonte artificiale, avevano smesso di funzionare. In combinazione con la scarsa visibilità, l'equipaggio aveva perso l'orientamento spaziale e non era stato in grado di vedere alcun punto di riferimento per determinare la propria posizione. Quando l'aereo si inclinò leggermente a destra, i piloti corressero la manovra inclinando il velivolo di 70° sulla sinistra, causando l'incidente.